# Кюстендилски триод
Кюстендилският триод e среднобългарски книжовен паметник от края на XIII в. Съдържа 70 пергаментни листа с размери 300 – 305 х 190 mm и 300 – 305 х 210 – 215 mm. Изписан е в 2 колони по 38 реда на страница с дребно уставно писмо и с едноеров (само с Ь) двуюсов правопис.
Ръкописът спада към триодните текстове, в които са запазени преписи от акростихови канони на старобългарския писател Константин Преславски с включване на името му – Константин.
Кюстендилският триод се съхранява на 6 места в страната и чужбина. Най-голямата част (55 листа) се намира под № 401 в Регионалния исторически музей „Академик Йордан Иванов“ в Кюстендил. В библиотеката на Българската академия на науките в София се съхраняват 8 листа под № 39. В Националната библиотека „Св. св. Кирил и Методий“ в София се пази 1 лист с № 575. Друг лист от триода се съхранява под № 59 в Народната библиотека „Иван Вазов" в Пловдив. В Университетската библиотека в Краков, Полша се намират 4 листа. Последният известен фрагмент от Кюстендилския триод се съхранява под № 687/3 в архива на Санктпетербургския институт по история на Руската академия на науките.